# 博爾 (下諾夫哥羅德州)
56°21′N 42°55′E / 56.350°N 42.917°E
博爾（俄语：Бор）是俄羅斯下諾夫哥羅德州中部的一個城市、博爾斯基縣縣治。位於伏爾加河左岸、下諾夫哥羅德對岸。2002年人口61,525人。
14世紀建立，1938年設市。